# جو قاي (موسيقي)
جو قاي (بالإنجليزية: Joe Guy)‏ هو موسيقي أمريكي، ولد في 20 سبتمبر 1920 في برمنغهام في الولايات المتحدة، وتوفي بنفس المكان في 1962.

## وصلات خارجية
- جو قاي على موقع ميوزك برينز (الإنجليزية)
- جو قاي على موقع أول ميوزيك (الإنجليزية)
- جو قاي على موقع ديسكوغز (الإنجليزية)